# روز جهانی دسترسی سراسری به اطلاعات
روز جهانی دسترسی سراسری به اطلاعات (IDUAI) در ۱۵ اکتبر ۲۰۱۹ در هفتاد و چهارمین مجمع عمومی سازمان ملل متحد در ۲۸ سپتامبر اعلام شد. در ابتدا این روز که معمولاً روز دسترسی به اطلاعات نامیده می‌شود توسط کنفرانس عمومی یونسکو تعیین شد. در نوامبر ۲۰۱۵ آغاز شد و اولین بار در ۲۸ سپتامبر ۲۰۱۶ برگزار شد.
این روز از سال ۲۰۰۲ به عنوان روز جهانی حق دانستن به رسمیت شناخته شده بود و از سال ۲۰۱۲ توسط طرفداران جامعه مدنی بین‌المللی توسعه یافت.